# Chủ động, tích cực hội nhập Quốc tế
Chủ động, tích cực hội nhập Quốc tế là chính sách ngoại giao của nước Cộng hòa Xã hội Chủ nghĩa Việt Nam. Chính sách là chủ trương của Đại hội Đảng lần thứ XI. Đây là đường lối ngoại giao thứ 4 sau khi Việt Nam đổi mới. Chủ trương được xem là khá thành công trong năm 2011 và 2012 trong lĩnh vực đối ngoại, và tiếp tục được Đại hội Đảng toàn quốc lần thứ XIII phát triển thực hiện.
Đường lối được thay đổi từ "chủ động, tích cực hội nhập kinh tế quốc tế" sang "chủ động, tích cực hội nhập quốc tế".

## Bối cảnh
Năm 2010, Kinh tế thế giới liên tục khủng hoảng và đi xuống, chủ trương "chủ động, tích cực hội nhập kinh tế quốc tế" không còn phú hợp. Đồng thời các nước Đông Nam Á đang tiến những bước vững chắc hướng tới một cộng đồng ASEAN năng động và phát triển, có quan hệ ngày càng sâu rộng với các đối tác lớn và giữ vai trò nòng cốt trong các cơ chế hợp tác khu vực.
Việt Nam xác định nhiệm vụ hàng đầu của đối ngoại năm 2010 là tranh thủ tối đa mọi cơ hội, hóa giải những thách thức đặt ra nhằm giữ vững môi trường hòa bình, ổn định; tận dụng các nguồn lực bên ngoài để phục vụ thiết thực cho đất nước bước sang giai đoạn phát triển nhanh và bền vững, đồng thời không ngừng nâng cao vị thế quốc tế, phục vụ các mục tiêu an ninh và phát triển. Các trọng tâm đặt ra là hoàn thành tốt năm Chủ tịch ASEAN, triển khai mạnh mẽ và toàn diện các hoạt động đối ngoại và hội nhập kinh tế quốc tế đã thu được những kết quả rất quan trọng, tạo đà cho đối ngoại Việt Nam vững bước tiến vào thập kỷ thứ hai của thế kỷ XXI.
Đại hội Đảng toàn quốc khóa XI là Đại hội xây dựng đất nước trong thời kỳ quá độ lên chủ nghĩa xã hội, Chiến lược phát triển kinh tế - xã hội 10 năm 2011-2020 và Kế hoạch phát triển 5 năm 2011-2015. Hòa vào dòng chảy chung của thế giới hướng đến thời kỳ tăng trưởng bền vững sau khủng hoảng kinh tế toàn cầu, Việt Nam cũng bước vào triển khai chiến lược tăng trưởng mới, hướng tới mục tiêu phát triển nhanh và bền vững nhằm đưa đất nước ta cơ bản trở thành một nước công nghiệp theo hướng hiện đại vào năm 2020. Để thực hiện thắng lợi nhiệm vụ giữ vững môi trường hoà bình, ổn định và tạo điều kiện quốc tế thuận lợi phục vụ sự nghiệp phát triển bền vững của đất nước, đối ngoại Việt Nam cần phát huy cao độ những thành tựu đã đạt được, khắc phục những mặt tồn tại, triển khai các hoạt động đối ngoại chủ động, mạnh mẽ và toàn diện cả song phương và đa phương.

## Lịch sử
Cương lĩnh xây dựng đất nước trong thời kỳ quá độ lên chủ nghĩa xã hội (được bổ sung và phát triển năm 2011) đã xác định 8 phương hướng cơ bản của cách mạng Việt Nam như sau:
1. Đẩy mạnh công nghiệp hoá, hiện đại hoá đất nước gắn với phát triển kinh tế tri thức, bảo vệ tài nguyên, môi trường.
2. Phát triển nền kinh tế thị trường định hướng xã hội chủ nghĩa.
3. Xây dựng nền văn hoá tiên tiến, đậm đà bản sắc dân tộc; xây dựng con người, nâng cao đời sống nhân dân, thực hiện tiến bộ và công bằng xã hội.
4. Bảo đảm vững chắc quốc phòng và an ninh quốc gia, trật tự, an toàn xã hội.
5. Thực hiện đường lối đối ngoại độc lập, tự chủ, hoà bình, hữu nghị, hợp tác và phát triển; chủ động và tích cực hội nhập quốc tế.
6. Xây dựng nền dân chủ xã hội chủ nghĩa, thực hiện đại đoàn kết toàn dân tộc, tăng cường và mở rộng mặt trận dân tộc thống nhất.
7. Xây dựng Nhà nước pháp quyền xã hội chủ nghĩa của nhân dân, do nhân dân, vì nhân dân.
8. Xây dựng Đảng trong sạch, vững mạnh.

Trong đó phương hướng thứ năm đặt ra chỉ đạo phương hướng về đồi ngoại trong thời kỳ mới là "chủ động và tích cực hội nhập quốc tế". Cương lĩnh đặt ra yêu cầu: “Thực hiện nhất quán đường lối đối ngoại độc lập, tự chủ, hòa bình, hợp tác và phát triển; đa phương hóa, đa dạng hóa quan hệ, chủ động và tích cực hội nhập quốc tế; nâng cao vị thế của đất nước; vì lợi ích quốc gia, dân tộc, vì một nước Việt Nam xã hội chủ nghĩa giàu mạnh; là bạn, đối tác tin cậy và thành viên có trách nhiệm trong cộng đồng quốc tế, góp phần vào sự nghiệp hòa bình, độc lập dân tộc, dân chủ và tiến bộ xã hội trên thế giới”
Sau những thành công bước đầu trong Đại hội XI về công tác ngoại giao, hội nhập quốc tế. Đại hội Đảng toàn quốc khóa XII tiếp tục xác định: “thực hiện nhất quán đường lối đối ngoại độc lập, tự chủ, hòa bình, hợp tác và phát triển; đa dạng hóa, đa phương hóa trong quan hệ ngoại giao; chủ động và tích cực hội nhập quốc tế; là bạn, là đối tác tin cậy, là thanh viên có trách nhiệm của cộng đồng quốc tế”; vì lợi ích quốc gia, dân tộc, vì một nước Việt Nam xã hội chủ nghĩa giàu mạnh", đề ra chủ trương "nâng cao hiệu quả hội nhập kinh tế quốc tế, thực hiện đầy đủ các cam kết quốc tế, xây dựng và triển khai chiến lược tham gia các khu vực mậu dịch tự do với các đối tác kinh tế, thương mại quan trọng, ký kết và thực hiện hiệu quả các hiệp định thương mại tự do thế hệ mới trong một kế hoạch tổng thể với lộ trình hợp lý, phù hợp với lợi ích của đất nước… Đẩy mạnh hội nhập quốc tế trong lĩnh vực văn hóa, xã hội, khoa học - công nghệ, giáo dục - đào tạo và các lĩnh vực khác". 
Đại hội XII yêu cầu: “Triển khai mạnh mẽ định hướng chiến lược chủ động và tích cực hội nhập quốc tế. Bảo đảm hội nhập quốc tế là sự nghiệp của toàn dân và cả hệ thống chính trị, đẩy mạnh hội nhập trên cơ sở phát huy tối đa nội lực, gắn kết chặt chẽ và thúc đẩy tối đa nội lực, gắn kết chặt chẽ và thúc đẩy nâng cao sức mạnh tổ hợp năng lực cạnh tranh của đất nước; hội nhập kinh tế là trọng tâm; hội nhập trong các lĩnh vực khác phải tạo thuận lợi thuận lợi cho hội nhập kinh tế; hội nhập là quá trình vừa hợp tác vừa đấu tranh, chủ động dự báo, xử lý linh hoạt mọi tình huống, khổng để rơi vào thế bị động, đối đầu bất lợi”.
Tại văn kiện Đại hội Đảng toàn quốc khóa XIII, khẳng định "tiếp tục thực hiện đường lối đối ngoại độc lập, tự chủ, đa phương hoá, đa dạng hoá; chủ động và tích cực hội nhập quốc tế toàn diện, sâu rộng, có hiệu quả; giữ vững môi trường hoà bình, ổn định, không ngừng nâng cao vị thế, uy tín quốc tế của Việt Nam. Đa phương hóa, đa dạng hóa quan hệ kinh tế quốc tế, tránh lệ thuộc vào một thị trường, một đối tác. Nâng cao khả năng chống chịu của nền kinh tế trước tác động tiêu cực từ những biến động của bên ngoài; chủ động hoàn thiện hệ thống phòng vệ để bảo vệ nền kinh tế, doanh nghiệp, thị trường trong nước phù hợp với các cam kết quốc tế. Thực hiện nhiều hình thức hội nhập kinh tế quốc tế với các lộ trình linh hoạt, phù hợp với điều kiện, mục tiêu của đất nước trong từng giai đoạn". 
Trong thời gian từ Đại hội XI đến nay, quan điểm của Đảng và Nhà nước về "toàn cầu hóa" và "hội nhập quốc tế" ngày càng đầy đủ và đóng vai trò hết sức quan trọng đối với việc hoạch định đường lối, chủ trương, chính sách phát triển của Đảng Cộng sản Việt Nam và Nhà nước Việt Nam. Từ nhận thức "quốc tế hóa" đã phát triển thành nhận thức "toàn cầu hóa kinh tế" và đi đến nhận thức về "toàn cầu hóa". Trên cơ sở thực tiễn về "toàn cầu hóa", đưa ra chủ trương "chủ động hội nhập kinh tế quốc tế và khu vực", "chủ động và tích cực hội nhập kinh tế quốc tế, đồng thời mở rộng hợp tác quốc tế trên các lĩnh vực khác" và sau là chủ trương "chủ động, tích cực hội nhập quốc tế", "nâng cao hiệu quả hội nhập kinh tế quốc tế", "đẩy mạnh hội nhập quốc tế trong lĩnh vực văn hóa, xã hội, khoa học - công nghệ, giáo dục - đào tạo và các lĩnh vực khác".

## Mục tiêu, quan điểm chỉ đạo

### Muc tiêu
Hội nhập quốc tế phải nhằm củng cố môi trường hòa bình, tranh thủ tối đa các điều kiện quốc tế thuận lợi để phát triển đất nước nhanh và bền vững, nâng cao đời sống nhân dân; giữ vững độc lập, chủ quyền, thống nhất và toàn vẹn lãnh thổ và bảo vệ vững chắc Tổ quốc Việt Nam xã hội chủ nghĩa; quảng bá hình ảnh Việt Nam, bảo tồn và phát huy bản sắc dân tộc; tăng cường sức mạnh tổng hợp quốc gia, nâng cao vị thế, uy tín quốc tế của đất nước; góp phần tích cực vào sự nghiệp hòa bình, độc lập dân tộc, dân chủ và tiến bộ xã hội trên thế giới. 

### Quan điểm chỉ đạo
Chủ động và tích cực hội nhập quốc tế trên cơ sở giữ vững đường lối đối ngoại độc lập tự chủ, vì lợi ích quốc gia, dân tộc, vì hòa bình, hợp tác và phát triển, chính sách đối ngoại rộng mở, đa phương hóa, đa dạng hóa quan hệ quốc tế; quán triệt và vận dụng sáng tạo các bài học kinh nghiệm và giải quyết tốt các mối quan hệ lớn được tổng kết trong Cương lĩnh; đồng thời chú trọng một số quan điểm sau:
- Chủ động và tích cực hội nhập quốc tế là định hướng chiến lược lớn của Đảng nhằm thực hiện thắng lợi nhiệm vụ xây dựng và bảo vệ Tổ quốc Việt Nam xã hội chủ nghĩa.
- Hội nhập quốc tế là sự nghiệp của toàn dân và của cả hệ thống chính trị dưới sự lãnh đạo của Đảng và sự quản lý của Nhà nước. Mọi cơ chế, chính sách phải phát huy tính chủ động, tích cực và khả năng sáng tạo của tất cả các tổ chức, cá nhân, khai thác hiệu quả các tiềm năng của toàn xã hội, của các tầng lớp nhân dân, bao gồm cả cộng đồng người Việt Nam đang sinh sống và làm việc ở nước ngoài vào công cuộc xây dựng và bảo vệ Tổ quốc.
- Hội nhập quốc tế trên cơ sở phát huy tối đa nội lực; gắn kết chặt chẽ và thúc đẩy quá trình hoàn thiện thể chế, nâng cao chất lượng nguồn nhân lực, hiện đại hóa kết cấu hạ tầng, nâng cao sức mạng tổng hợp và năng lực cạnh tranh quốc gia; gắn kết chặt chẽ với việc tăng cường mức độ liên kết giữa các vùng, miền, khu vực trong nước.
- Hội nhập kinh tế là trọng tâm, hội nhập trong các lĩnh vực khác phải tạo thuận lợi cho hội nhập kinh tế và góp phần tích cực vào phát triển kinh tế, củng cố quốc phòng, bảo đảm an ninh quốc gia, giữ gìn và phát huy bản sắc văn hóa dân tộc, thúc đẩy phát triển văn hóa, xã hội; hội nhập trong các lĩnh vực phải được thực hiện đồng bộ trong một chiến lược hội nhập quốc tế tổng thể với lộ trình, bước đi phù hợp với điều kiện thực tế và năng lực của đất nước.
- Hội nhập quốc tế là quá trình vừa hợp tác vừa đấu tranh; kiên định lợi ích quốc gia, dân tộc; chủ động dự báo, xử lý linh hoạt mọi tình huống, không để rơi vào thế bị động, đối đầu; không tham gia vào các tập hợp lực lượng, các liên minh của bên này chống bên kia.
- Nghiêm chỉnh tuân thủ các cam kết quốc tế mà Việt Nam tham gia đi đôi với chủ động, tích cực tham gia xây dựng và tận dụng hiệu quả các quy tắc, luật lệ quốc tế và tham gia các hoạt động của cộng đồng khu vực và quốc tế; chủ động đề xuất sáng kiến, cơ chế hợp tác trên nguyên tắc cùng có lợi; củng cố và nâng cao vai trò trong cộng đồng khu vực và quốc tế, góp phần tích cực vào cuộc đấu tranh vì hòa bình, độc lập dân tộc, dân chủ và tiến bộ xã hội trên thế giới.[1]

## Thực hiện

### Ngoại giao chính trị
Tính tới hết năm 2020, hiện Việt Nam đã thiết lập quan hệ ngoại giao với 189 trong 193 quốc gia thành viên Liên hợp quốc, thiết lập khuôn khổ quan hệ ổn định, lâu dài với 3 đối tác chiến lược toàn diện; 14 đối tác chiến lược, và 13 đối tác toàn diện, trong đó có tất cả các nước Châu Á - Thái Bình Dương và 5 nước Ủy viên Thường trực Hội đồng Bảo An Liên Hợp Quốc.
Tiếp tục mối quan hệ bạn bè truyền thống với các quốc gia ở khu vực châu Phi, Mỹ La tinh được củng cố và mở rộng. 

### Ngoại giao kinh tế
Cho tới cuối năm 2020, đã có trên 70 quốc gia và vùng lãnh thổ công nhận Việt Nam là nền kinh tế thị trường.
- Hỗ trợ đắc lực cho việc thực hiện Chiến lược Phát triển kinh tế - xã hội giai đoạn 2011 – 2020 và Kế hoạch 5 năm 2011 – 2015
- Đẩy mạnh công tác vận động chính trị - ngoại giao, tạo thuận lợi cho quá trình đàm phán các Hiệp định thương mại tự do then chốt và công nhận quy chế kinh tế thị trường, tranh thủ ODA, thu hút FDI
- Vận động thêm được 14 nước, nâng tổng số nước công nhận quy chế kinh tế thị trường cho Việt Nam lên 43 nước, trong đó có 8 nước G-20
- Tiếp tục đàm phán 6 Hiệp định khu vực mậu dịch tự do với các đối tác quan trọng trong các khuôn khổ đa phương và song phương, trong đó có các nền kinh tế lớn nhất thế giới như Mỹ, Trung Quốc, Nhật Bản, Liên minh châu Âu (EU)...
- Kịp thời đấu tranh với các hành vi bảo hộ, phân biệt đối xử trong quan hệ thương mại, góp phần bảo vệ nhiều mặt hàng xuất khẩu chủ lực trong các vụ kiện chống bán phá giá, trợ cấp xuất khẩu...

### Ngoại giao đa phương
- Đẩy mạnh xây dựng Cộng đồng ASEAN, củng cố đoàn kết và tăng cường vai trò trung tâm của ASEAN trong các vấn đề khu vực, thúc đẩy thực hiện DOC và tham vấn giữa ASEAN – Trung Quốc về Bộ Quy tắc ứng xử Biển Đông (COC).
- Tham gia hoạt động gìn giữ hòa bình của Liên hợp quốc.
- Trúng cử vào Hội đồng Nhân quyền Liên hợp quốc với số phiếu cao nhất.
- Được bầu làm Chủ tịch Hội đồng Thống đốc Cơ quan năng lượng nguyên tử quốc tế (IAEA).
- Lần đầu tiên được bầu vào Ủy ban liên Chính phủ của Công ước 1972 về Di sản thế giới của Tổ chức UNESCO.
- Xây dựng kế hoạch tổng thể cho việc đăng cai tổ chức Hội nghị Cấp cao APEC năm 2017, trúng cử vào ủy viên không thường trực Hội đồng bảo an Liên hợp quốc nhiệm kỳ 2020 – 2021.
- Được tín nhiệm lựa chọn là nơi tổ chức nhiều hội nghị quan trọng có tầm cỡ khu vực và toàn cầu như Diễn đàn Kinh tế thế giới về ASEAN hay gần đây nhất là năm 2019 tổ chức Thượng đỉnh Mỹ - Triều Tiên.

### Ngoại giao văn hóa
- Tuyên truyền, quảng bá, nâng cao hình ảnh, vị thế của Việt Nam trên thế giới
- Vận động UNESCO công nhận nhiều di sản văn hóa vật thể và phi vật thể của Việt Nam là di sản văn hóa thế giới.

### Công tác biên giới lãnh thổ
- Bảo vệ vững chắc chủ quyền, thống nhất và toàn vẹn lãnh thổ của đất nước, bảo vệ chủ quyền, quyền chủ quyền ở Biển Đông.

### Công tác người Việt Nam ở nước ngoài
- Quan tâm hỗ trợ bảo vệ quyền lợi chính đáng của bà con kiều bào gặp khó khăn ở nước ngoài, động viên khuyến khích đồng bào gìn giữ phong tục, nuôi dưỡng bản sắc dân tộc, hướng về quê hương, đất nước.
- Tạo thuận lợi cho đồng bào, kiều bào ở nước ngoài về nước làm ăn, thăm thân và sinh sống, góp phần xây dựng Tổ quốc.

### Công tác bảo hộ công dân
- Bảo hộ cho đồng bào khi gặp những rủi ro, nguy hiểm ở những điểm nóng, những vùng có thảm họa thiên tai.Chủ động kết hợp cả hợp tác và đấu tranh để bảo vệ các quyền lợi chính đáng của công dân, ngư dân và người lao động ở nước ngoài.

### Công tác thông tin đối ngoại
- Tạo đồng thuận xã hội về những vấn đề phức tạp
- Chuyển đi những thông điệp chính xác để cộng đồng quốc tế hiểu đúng và ủng hộ các đường lối, chủ trương chính sách của Đảng và Nhà nước, kiên quyết đấu tranh đối với những hành động vi phạm chủ quyền biển đảo, và những luận điệu xuyên tạc về dân chủ, nhân quyền và tôn giáo.[2]